# Boaz Myhill
Glyn Oliver Myhill, mer känd som Boaz Myhill, född 9 november 1982 i Modesto, är en amerikanskfödd walesisk före detta fotbollsmålvakt.

## Klubbkarriär
Myhill spelade mellan 2003 och 2010 över 250 ligamatcher för The Championship-laget Hull City. 2010 gick han sedan till West Bromwich Albion. 

## Landslagskarriär
Myhill debuterade i det walesiska landslaget 2008. Han spelade totalt 19 landskamper för Wales.